# مکتب تفکیک (کتاب)
مکتب تفکیک نام کتابی است از محمدرضا حکیمی، متفکر مسلمان معاصر.

## معرفی
حکیمی نخستین بار توسط مقاله‌ای با همین نام در شمارهٔ ۱۲، سال نهم کیهان فرهنگی، در اسفند ۱۳۷۱ به‌چاپ رساند. این مجله به‌زودی به چاپ دوم رسید. پس از آن و در سال ۱۳۷۵ وی کتابی با همین نام منتشر کرد و در آن به تفسیر دیدگاه‌های این مکتب و معرفی بنیان‌گذاران آن پرداخت.
حکیمی در این کتاب سید موسی زرآبادی، میرزا مهدی اصفهانی و مجتبی قزوینی خراسانی (استاد خود) را به‌عنوان سه رکن اصلی مکتب تفکیک معرفی کرده است.

وی دربارهٔ اصطلاح مکتب تفکیک بیان می‌کند:
واژه‌ٔ تفکیک را اینجانب از سالها پیش دربارهٔ این مکتب پیشنهاد کردم و به‌کار بردم و امروز اصطلاح شده و معروف گشته است‌. در اینجا باید از باب توضیح لازم بیفزایم که این مکتب به جز جداسازی سه جریان شناختی از یکدیگر، بُعد دیگری نیز دارد و آن بیان معارف ناب و سرهٔ قرآنی است، بدون هیچ‌گونه امتزاجی و التقاطی و خلطی و تأویلی - از نوع تأویلهایی که می‌دانیم - و همین خود جوهر غایی این مکتب است‌.

## پانوشت‌ها
1. ↑  کیهان فرهنگی، سال نهم، شمارهٔ ۱۲، اسفند ۱۳۷۱[پیوند مرده]
2. ↑  حکیمی: ۱۳۸۳، صص ۱۴—۵
3. ↑  حکیمی: ۱۳۸۳، صص ۱۵۹